# Hans Ferdinand Linskens
Hans Ferdinand Linskens (22. maj 1921 i Lahr, Tyskland - 13. august 2007) var en tysk botaniker og genetiker. Han var professor i botanik ved Radboud Universiteit Nijmegen fra 1957 til 1986. Linskens var chefredaktør af Theoretical and Applied Genetics (1977-1987) og Sexual Plant Reproduction. Han var også en indflydelsesrig redaktør af manualer.
Linskens var valgt medlem af Deutsche Akademie der Naturforscher Leopoldina, The Linnean Society of London, Koninklijke Nederlandse Akademie van Wetenschappen og Academie Royale des Sciences de Belgique.